# Herminia poae
Herminia poae là một loài bướm đêm trong họ Noctuidae.